# Anne Doedens
Anne Doedens (Den Haag, 25 juni 1945) is een Nederlands historicus die zich bezighoudt met de Nederlandse geschiedenis van de Nieuwe Tijd.
Doedens promoveerde in 1973 bij A. Th. van Deursen aan de Vrije Universiteit Amsterdam op het onderwerp "Nederland en de Frans-Duitse Oorlog". Hij was onder meer als docent verbonden aan de Vrije Leergangen/Vrije Universiteit en het Nutsseminarium van de Universiteit van Amsterdam. Schrijven doet hij vooral over lokale en regionale geschiedenis, de maritieme geschiedenis van de 16e-17e eeuw, oproeren in de 19e eeuw en de patriottentijd. Sedert 2014 werkt hij samen met L.Mulder aan een reeks over oorlogen. In die reeks verschenen reeds: Frans-Duitse Oorlog 1870-1871, Engels-Nederlandse oorlogen, Slag in de Javazee 1941|1942 en Zesdaagse Oorlog. In 2018 zag De Watergeuzen. Een vergeten geschiedenis  het licht (samen met Jan Houter). Daarin wordt het verhaal van Den Briel in een veel breder verband gezet (de betekenis van de Wadden). Recent verschenen Korea Oorlog. Bitter lijden en atoomdreiging (Zutphen 2019) en  Nederlandse Bevrijdingsoorlog. De rafelranden van een grimmige strijd (Zutphen 2020). In 2021 publiceerde Doedens ook, samen met viceadmiraal b.d. Matthieu Borsboom de Canon van de Koninklijke Marine. Geschiedenis van de Zeemacht (Zutphen 2020). In 2022 verschenen twee publicaties over het Rampjaar 1672, waar hij het archiefonderzoek voor deed en een belangrijk aandeel in had: Agenten voor de koning (over Engelse spionnen) en Moordbranders in de Republiek, in 2024 verscheen Gepeild Verleden. Zevenhonderd jaar  eeuwen loodsengeschiedenis in Nederland en Een IJselijke Nering (over de walvisvaart van de Wadden in de 17e eeuw) geschreven met respectievelijk Matthieu Borsboom en Liek Mulder. 
Doedens is oprichter van Onlinemuseum De Bilt, een stichting die lokale en regionale geschiedenis via haar site bekend maakt bij een groot publiek. 
Op politiek gebied was hij actief als wethouder van Maartensdijk en na de gemeentelijke herindeling van 2001  lid en vicevoorzitter  van de gemeenteraad van De Bilt voor de VVD.
Doedens was lid van het dagelijks bestuur van de regio Utrecht (BRU) en voorzitter van de afdeling Nederland van het Algemeen Nederlands Verbond. In 2015 werd hij benoemd tot ridder in de Orde van Oranje Nassau. Sinds 2023 is hij bestuurslid van het Nationaal Waterliniemuseum (gehuisvest in Fort Vechten).

## Holmes's Bonfire
Samen met Jan Houter schreef Doedens 1666. De ramp van Vlieland en Terschelling, over Holmes's Bonfire, de ondergang van de grootste vloot op de Wadden ooit. Daarvoor werd onderzoek gedaan in Nederland, Engeland en Frankrijk.  Deze 'vergeten' ramp blijkt van belang om  de Tocht naar Chatham te begrijpen. Samen met Houter ontving Doedens vanwege deze publicatie in 2014 de Lutineprijs van de gemeente Terschelling.

## Meer publicaties
- Doedens schreef over de volgens hem ondergewaardeerde admiraal Witte de With (uitg. Verloren, Hilversum 2008)[4]
- Op jacht naar Spaans zilver. De tocht van de Nassause vloot (1623-1626) van Jacques l'Hermite (idem).[5]
- Samen met Y. Kortlever en L. Mulder: Geschiedenis van Nederland (Zutphen 2015).
- Samen met Liek Mulder: Hoekse en Kabeljauwse Twisten. Kraamkamer van Nederland, 1345-1492 (Zutphen 2022).
- Samen met Jan Houter†: Zeevaarders in de Gouden Eeuw (Zwolle 2022).
- Samen met Dick Berents: Het slavernijverleden van De Bilt (Zwolle 2023).

Eerder verscheen:een geschiedenis van de provincie Utrecht (De Canon van Utrecht - Zutphen 2013), de geschiedenis van de Wadden (De Canon van de Waddeneilanden (Zutphen 2015). In de reeks oorlogsdossiers zagen ook Tiendaagse veldtocht. Burgeroorlog in het koninkrijk der Nederlanden en Krimoorlog het licht (Zutphen 2018) (samen met Liek Mulder).